# (429) Лотида
(429) Лотида (др.-греч. Λωτίς) — астероид главного пояса, принадлежащий к тёмному спектральному классу C. Он был открыт 23 ноября 1897 года французским астрономом Огюстом Шарлуа в обсерватории Ниццы и назван в честь Лотиды, одной из нимф в древнегреческой мифологии.

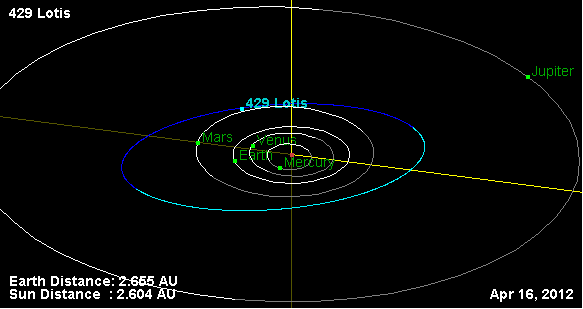
Орбита астероида Лотида и его положение в Солнечной системе